# سد قدرونی
سد قًدرونی (یا ثامن) راور، یک سد بتنی وزنی در نزدیکی شهر راور استان کرمان است که در ابتدای تنگه قدرون بر روی رودهای فصلی حتکن و قدرونی قرار دارد.
این سد در سال ۱۳۹۹ با تأخیر هفت ساله بدون تأسیسات تصفیه و انتقال آب شرب که در طرح این ساخت سد بود افتتاح شد. برای انتقال آب سد به شهر راور، نیاز به ۳۵ کیلومتر لوله گذاری تا این شهر و تأسیسات تصفیه آب است.
در بالادست سد قدرونی، استفاده کنندگان محلی آب با قراردادهای ۳۰ سال ۵۳ بند خاکی در دهه ۶۰ و ۷۰ شمسی ساخته شد که بعد از ساخت این سد مانع تجمیع آب در سد قدرونی شدند. تجمیع آب در مخزن این سد باعث ارتفاع گرفتن آب و جلوگیری از تبخیر سریع و امکان برنامه ریزی برای استفاده از آب می‌شود.

## اهداف طرح
- مهار سیل فصلی رودخانه‌های حتکن و قدرونی و جلوگیری از پخش شدن و تبخیر سریع آب در کفه صاف پایین دست؛
- تأمین آب شرب شهر راور به‌ میزان ۵٫۵ میلیون متر مکعب؛
- تأمین آب صنعت به‌میزان ۱٫۶ میلیون متر مکعب؛[۴]

طبق مصوبهٔ اولیه طرح این سد، پیش‌بینی شده بود در کم‌باران‌ترین شرایط، سالانه حدود ۱۴٫۸ میلیون متر مکعب آب از طریق کنترل سیل‌های فصلی در این سد ذخیره شود که اولویت مصرف برای آب شرب شهرهای راور و زرند بود که بعدها با توجه به نیاز به ۷ ایستگاه پمپاژ برای انتقال آب به زرند، مسئولان این شهرستان تصمیم به تأمین آب از محل دیگری گرفتند.
تأمین آب شرب شهر راور از طریق منابع آب زیرزمینی صورت می‌پذیرد و کمیت آب استحصالی از سفره زیرزمینی جوابگوی نیازها نمی‌باشد که این کمبودها در کوتاه مدت و میان مدت می‌تواند منجر به مهاجرت‌های انسانی گردد. انتظار می‌رود پس از احداث سد قدرونی با تأمین آب شرب شهر راور و روستاهای مجاور در منطقه، شرایط اجتماعی-اقتصادی مطلوبی برای ساکنان تأمین گردد.

## مشخصات طرح و افتتاح آن
طرح سد قدرونی شامل بدنه سد، تصفیه خانه و خطوط انتقال آب به راور می‌شود. در شهریور ۱۳۹۹ وزیر نیرو وقت با سفر به کرمان، پروژه این سد که هنوز بخش ساخت تصفیه خانه و خطوط انتقال آب آن اجرا نشده بود را افتتاح کرد که مورد انتقاد رسانه‌ها و نمایندگان استان کرمان در مجلس قرار گرفت.